# Dombeya ranofotsyensis
Dombeya ranofotsyensis är en malvaväxtart som beskrevs av Arenes. Dombeya ranofotsyensis ingår i släktet Dombeya och familjen malvaväxter. Inga underarter finns listade i Catalogue of Life.